# Società Sportiva Lazio 2021-2022
Questa voce raccoglie le informazioni riguardanti la Società Sportiva Lazio nelle competizioni ufficiali della stagione 2021-2022.

## Stagione
La stagione 2021-2022 (la 79ª in Serie A) non avrà più Simone Inzaghi, in panchina dopo 5 anni e 22 nella società Lazio; al suo posto arriva Maurizio Sarri, dopo un anno di inattività. La stagione ufficiale della Lazio inizia il 21 agosto 2021, ad Empoli, con la vittoria per 3-1 in campionato. La giornata successiva, la prima partita in casa della stagione, termina 6-1 contro lo Spezia. Dopo la pausa per l'impegno delle Nazionali, arriva la prima sconfitta in campionato in casa del Milan, per 2-0, dopo una prova deludente dei biancocelesti. Nel girone di Europa League, i biancocelesti perdono la prima gara, contro i turchi del Galatasaray per 1-0, con un errore di Strakosha. Il girone di Europa League, che comprendeva anche i francesi dell'Olympique Marsiglia e i russi del Lokomotiv Mosca, si conclude con due vittorie e tre pareggi, e i laziali finiscono al secondo posto, che vale gli spareggi ad eliminazione diretta. Il 26 settembre, dopo 2 pareggi consecutivi in campionato, arriva la prima vittoria dopo 3 partite senza successi, nel derby contro la Roma, con il risultato di 3-2: dopo i primi 19 minuti fantastici per le Aquile, che si portano già sul 2-0, il primo tempo si chiude per 2-1; nella ripresa, la rete di Felipe Anderson e il rigore del romanista Veretout fissano il risultato sul 3-2. In campionato si alternano grandi prestazioni, come Lazio-Inter terminata 3-1, a brutte figure, a causa del riadattamento della difesa a 4 del centrocampo a 3 e dell'attacco a 3 e del nuovo gioco di mister Sarri.  Il girone di andata per la Lazio si conclude all'ottavo posto, con una vittoria a Venezia per 1-3. La prima partita del 2022 della Lazio termina con un pareggio per 3-3 contro l'Empoli. In Coppa Italia, il 18 gennaio 2022, i biancocelesti battono agli ottavi di finale l'Udinese per 1-0 ai tempi supplementari, grazie a un gol del solito Immobile, ma ai quarti viene eliminata dal Milan con un umiliante 4-0. Agli spareggi di Europa League, il 17 febbraio 2022, la Lazio affronta il Porto, perdendo 2-1 in terra portoghese; il 24 febbraio successivo, la Lazio tenta invano di ribaltare la vittoria del Porto all'andata, concludendo la partita con un pareggio per 2-2, dopo una bella prova. Nel frattempo, in campionato, i biancocelesti riescono a qualificarsi in Europa League, dopo un girone di ritorno con buone prove e poche sconfitte, concludendo al quinto posto.

## Divise e sponsor
Lo sponsor ufficiale per la stagione 2021-2022 è, a partire dall'8ª giornata di campionato, Binance, piattaforma di scambio di criptovalute. Come sleeve sponsor è confermato Frecciarossa, mentre in occasione di Lazio-Roma del 26 settembre 2021 e Lazio-Milan del 24 aprile 2022 è presente come back shirt sponsor Paideia.
| Casa | Trasferta | Terza divisa |

## Organigramma societario
Dal sito internet ufficiale della società.
Area direttiva
Consiglio di gestione
- Presidente: Claudio Lotito
- Consigliere: Marco Moschini

Consiglio di sorveglianza
- Presidente: Alberto Incollingo
- Vicepresidente: Mario Cicala
- Consiglieri: Fabio Bassan, Vincenzo Sanguigni, Monica Squintu, Silvia Venturini

Area organizzativa
- Direttore Sportivo: Igli Tare
- Segretario Generale: Armando Antonio Calveri
- Direzione Amm.va e Controllo di Gestione / Investor Relator: Marco Cavaliere
- Direzione Legale e Contenziosi: Francesca Miele
- Direzione Organizzativa Centro Sportivo di Formello, Uffici, Country Club, Stadio: Giovanni Russo
- S.L.O. / Supporter Liaison Officer: Giampiero Angelici
- D.A.O. / Disability Access Officer: Giampiero Angelici
- Delegato Sicurezza Stadio: Alessandro Bracci
- R.S.P.P.: Sergio Pinata
- Responsabile Biglietteria: Angelo Cragnotti
- Direzione Settore Giovanile: Mauro Bianchessi
- Segretario Settore Giovanile: Giuseppe Lupo

Area marketing
- Coordinatore Marketing, Sponsorizzazioni ed Eventi: Marco Canigiani
- Area Marketing: Massimiliano Burali d'Arezzo, Laura Silvia Zaccheo
- Area Licensing e Retail: Valerio D'Attilia

Area comunicazione
- Responsabile della Comunicazione: Roberto Rao
- Direttore Ufficio Stampa, Canale Tematico, Radio, Rivista e Area Digitale: Stefano De Martino

Area tecnica
- Allenatore: Maurizio Sarri
- Allenatore in seconda: Giovanni Martusciello
- Analista: Enrico Allavena
- Preparatori dei portieri: Adalberto Grigioni, Massimo Nenci
- Preparatore atletico: Davide Losi
- Collaboratori preparatore atletico: Adriano Bianchini, Alessandro Fonte
- Team Manager: Stefan Derkum
- Collaboratori tecnici: Marco Ianni, Gianni Picchioni
- Magazzinieri: Mauro Patrizi, Stefano Delle Grotti, Walter Pela

Area sanitaria
- Direttore sanitario: dott. Ivo Pulcini
- Coordinatore area medica: dott. Fabio Rodia
- Medico sociale: dott. Francesco Colautti
- Coordinatore fisioterapisti: Alessandro Gatta
- Fisioterapisti: Marco Di Salvo, Christian Marsella, Daniele Misseri, Silvio Rossi, Gianni Scappini, Luca Zampa
- Recupero infortunati: Giuseppe Malizia
- Osteopata: dott. Maurizio Brecevich

## Rosa
Rosa e numerazione aggiornate all'11 aprile 2022.
| N. |                           | Ruolo | Calciatore               |
| -- | ------------------------- | ----- | ------------------------ |
| 1  | Albania (bandiera)        | P     | Thomas Strakosha         |
| 3  | Italia (bandiera)         | D     | Luiz Felipe              |
| 4  | Spagna (bandiera)         | D     | Patric                   |
| 5  | Argentina (bandiera)      | C     | Gonzalo Escalante        |
| 6  | Brasile (bandiera)        | C     | Lucas Leiva              |
| 7  | Brasile (bandiera)        | C     | Felipe Anderson          |
| 8  | Costa d'Avorio (bandiera) | C     | Jean-Daniel Akpa-Akpro   |
| 9  | Spagna (bandiera)         | A     | Pedro                    |
| 10 | Spagna (bandiera)         | C     | Luis Alberto             |
| 11 | Capo Verde (bandiera)     | A     | Jovane Cabral            |
| 16 | Serbia (bandiera)         | D     | Dimitrije Kamenović      |
| 17 | Italia (bandiera)         | A     | Ciro Immobile (capitano) |
| 18 | Argentina (bandiera)      | C     | Luka Romero              |
| 19 | Slovacchia (bandiera)     | D     | Denis Vavro              |
| 20 | Ecuador (bandiera)        | A     | Felipe Caicedo           |

| N. |                       | Ruolo | Calciatore                              |
| -- | --------------------- | ----- | --------------------------------------- |
| 20 | Italia (bandiera)     | C     | Mattia Zaccagni                         |
| 21 | Serbia (bandiera)     | C     | Sergej Milinković-Savić (vice capitano) |
| 22 | Spagna (bandiera)     | C     | Jony                                    |
| 23 | Albania (bandiera)    | D     | Elseid Hysaj                            |
| 25 | Spagna (bandiera)     | P     | Pepe Reina                              |
| 26 | Romania (bandiera)    | D     | Ștefan Radu                             |
| 27 | Spagna (bandiera)     | A     | Raúl Moro                               |
| 28 | Italia (bandiera)     | C     | André Anderson                          |
| 29 | Italia (bandiera)     | C     | Manuel Lazzari                          |
| 31 | Lituania (bandiera)   | P     | Marius Adamonis                         |
| 32 | Italia (bandiera)     | C     | Danilo Cataldi                          |
| 33 | Italia (bandiera)     | D     | Francesco Acerbi                        |
| 77 | Montenegro (bandiera) | D     | Adam Marušić                            |
| 88 | Croazia (bandiera)    | C     | Toma Bašić                              |
| 94 | Kosovo (bandiera)     | A     | Vedat Muriqi                            |

## Calciomercato

### Sessione estiva (dall'1/7 al 31/8)
| Acquisti         | Acquisti            | Acquisti         | Acquisti                                                          |
| R.               | Nome                | da               | Modalità                                                          |
| ---------------- | ------------------- | ---------------- | ----------------------------------------------------------------- |
| P                | Marius Adamonis     | Salernitana      | fine prestito                                                     |
| D                | Elseid Hysaj        | -                | svincolato                                                        |
| D                | Denis Vavro         | Huesca           | fine prestito                                                     |
| C                | André Anderson      | Salernitana      | fine prestito                                                     |
| C                | Toma Bašić          | Bordeaux         | definitivo (6,9 milioni €)                                        |
| C                | Felipe Anderson     | West Ham Utd     | definitivo (3 milioni €)                                          |
| C                | Jony                | Osasuna          | fine prestito                                                     |
| C                | Luka Romero         | Maiorca          | definitivo (200000 €)                                             |
| C                | Mattia Zaccagni     | Verona           | prestito oneroso (200000 €) con obbligo di riscatto (7 milioni €) |
| A                | Pedro               | Roma             | definitivo (gratuito)                                             |
| Altre operazioni |                     |                  |                                                                   |
| R.               | Nome                | da               | Modalità                                                          |
| P                | Mattia Marocco      | Adriese          | fine prestito                                                     |
| D                | Tiago Casasola      | Salernitana      | fine prestito                                                     |
| D                | Riza Durmisi        | Salernitana      | fine prestito                                                     |
| D                | Luca Falbo          | Viterbese        | fine prestito                                                     |
| D                | Sergio Kalaj        | Grosseto         | fine prestito                                                     |
| D                | Robin Kane          | Viimsi           | definitivo                                                        |
| D                | Jordan Lukaku       | Anversa          | fine prestito                                                     |
| D                | Nikolaos Mpaxevanos | Politehnica Iași | fine prestito                                                     |
| C                | Emanuele Cicerelli  | Salernitana      | fine prestito                                                     |
| C                | Patryk Dziczek      | Salernitana      | fine prestito                                                     |
| C                | Sofian Kiyine       | Salernitana      | fine prestito                                                     |
| C                | Fabio Maistro       | Pescara          | fine prestito                                                     |
| C                | Biagio Morrone      | Foggia           | fine prestito                                                     |
| A                | Bobby Adekanye      | ADO Den Haag     | fine prestito                                                     |
| A                | Cedric Gondo        | Salernitana      | fine prestito                                                     |
| A                | Cristiano Lombardi  | Salernitana      | fine prestito                                                     |
| A                | Simone Palombi      | Pisa             | fine prestito                                                     |
| A                | Alessandro Rossi    | Viterbese        | fine prestito                                                     |

| Cessioni         | Cessioni            | Cessioni           | Cessioni                                                                                     |
| R.               | Nome                | a                  | Modalità                                                                                     |
| ---------------- | ------------------- | ------------------ | -------------------------------------------------------------------------------------------- |
| P                | Marco Alia          | Monterosi Tuscia   | prestito                                                                                     |
| D                | Nicolò Armini       | Piacenza           | prestito                                                                                     |
| D                | Wesley Hoedt        | Southampton        | fine prestito                                                                                |
| D                | Mateo Musacchio     | -                  | svincolato                                                                                   |
| C                | Djavan Anderson     | Cosenza            | prestito                                                                                     |
| C                | Mohamed Fares       | Genoa              | prestito con diritto di riscatto (7 milioni €)                                               |
| C                | Senad Lulić         | -                  | fine carriera                                                                                |
| C                | Marco Parolo        | -                  | fine carriera                                                                                |
| C                | Andreas Pereira     | Manchester Utd     | fine prestito                                                                                |
| A                | Felipe Caicedo      | Genoa              | definitivo (2 milioni €)                                                                     |
| A                | Joaquín Correa      | Inter              | prestito oneroso (5 milioni € + 1 milione € di bonus) con obbligo di riscatto (25 milioni €) |
| Altre operazioni |                     |                    |                                                                                              |
| R.               | Nome                | a                  | Modalità                                                                                     |
| P                | Mattia Marocco      | Siena              | definitivo                                                                                   |
| D                | Tiago Casasola      | Frosinone          | prestito                                                                                     |
| D                | Sergio Kalaj        | Carrarese          | definitivo                                                                                   |
| D                | Nikolaos Mpaxevanos | Chindia Târgoviște | definitivo                                                                                   |
| D                | Angelo Ndreçka      | Teramo             | prestito                                                                                     |
| D                | Mattia Novella      | Monopoli           | prestito                                                                                     |
| C                | Emanuele Cicerelli  | Frosinone          | prestito                                                                                     |
| C                | Szymon Czyż         | -                  | svincolato                                                                                   |
| C                | Sofian Kiyine       | Venezia            | prestito oneroso (400000 €) con obbligo di riscatto (2,8 milioni € + bonus)                  |
| C                | Fabio Maistro       | Ascoli             | prestito con diritto di riscatto                                                             |
| C                | Andrea Marino       | Piacenza           | prestito                                                                                     |
| C                | Joseph Minala       | -                  | svincolato                                                                                   |
| C                | Abukar Mohamed      | -                  | svincolato                                                                                   |
| C                | Biagio Morrone      | Monopoli           | prestito                                                                                     |
| A                | Cedric Gondo        | -                  | risoluzione consensuale                                                                      |
| A                | Simone Palombi      | Alessandria        | definitivo                                                                                   |

### Sessione invernale(dal 3/1 al 31/1)
| Acquisti         | Acquisti            | Acquisti         | Acquisti                                                          |
| R.               | Nome                | da               | Modalità                                                          |
| ---------------- | ------------------- | ---------------- | ----------------------------------------------------------------- |
| D                | Dimitrije Kamenović | Čukarički        | definitivo (3 milioni €)                                          |
| A                | Jovane Cabral       | Sporting Lisbona | prestito oneroso (300000 €) con diritto di riscatto (8 milioni €) |
| Altre operazioni |                     |                  |                                                                   |
| R.               | Nome                | da               | Modalità                                                          |
| D                | Tiago Casasola      | Frosinone        | fine prestito                                                     |
| C                | Djavan Anderson     | Cosenza          | fine prestito                                                     |
| C                | Mohamed Fares       | Genoa            | fine prestito                                                     |

| Cessioni         | Cessioni           | Cessioni         | Cessioni                                                                               |
| R.               | Nome               | a                | Modalità                                                                               |
| ---------------- | ------------------ | ---------------- | -------------------------------------------------------------------------------------- |
| D                | Denis Vavro        | Copenaghen       | prestito con diritto di riscatto (9 milioni €)                                         |
| C                | Gonzalo Escalante  | Alavés           | prestito                                                                               |
| C                | Jony               | Sporting Gijón   | prestito                                                                               |
| A                | Vedat Muriqi       | Maiorca          | prestito oneroso (500000 € + 100000 € di bonus) con diritto di riscatto (12 milioni €) |
| Altre operazioni |                    |                  |                                                                                        |
| R.               | Nome               | a                | Modalità                                                                               |
| D                | Tiago Casasola     | Cremonese        | prestito                                                                               |
| D                | Riza Durmisi       | Sparta Rotterdam | prestito                                                                               |
| D                | Jordan Lukaku      | Vicenza          | prestito                                                                               |
| C                | Djavan Anderson    | Zwolle           | prestito                                                                               |
| C                | Mohamed Fares      | Torino           | prestito con diritto di riscatto                                                       |
| A                | Bobby Adekanye     | Crotone          | prestito                                                                               |
| A                | Cristiano Lombardi | Reggina          | prestito                                                                               |
| A                | Alessandro Rossi   | Monopoli         | prestito con diritto di riscatto e controriscatto                                      |

### Operazioni esterne alle sessioni
| Cessioni | Cessioni       | Cessioni  | Cessioni |
| R.       | Nome           | a         | Modalità |
| -------- | -------------- | --------- | -------- |
| C        | André Anderson | San Paolo | prestito |

## Risultati

### Serie A

#### Girone di andata
| Arbitro: | Sozza (Seregno) |

|               |           |                                                     |
| Bandinelli 4’ | Marcatori | 6’ Milinković-Savić 31’ Lazzari 41’ (rig.) Immobile |

| Arbitro: | Dionisi (L'Aquila) |

|                                                                        |           |          |
| Immobile 5’, 15’, 45+2’ Felipe Anderson 47’ Hysaj 70’ Luis Alberto 85’ | Marcatori | 4’ Verde |

| Arbitro: | Chiffi (Padova) |

|                          |           |  |
| Leão 45’ Ibrahimović 67’ | Marcatori |  |

| Arbitro: | Ghersini (Genova) |

|                          |           |                          |
| Immobile 45’ Cataldi 83’ | Marcatori | 46’ João Pedro 62’ Keita |

| Arbitro: | Abisso (Palermo) |

|           |           |                       |
| Pjaca 76’ | Marcatori | 90+1’ (rig.) Immobile |

| Arbitro: | Guida (Torre Annunziata) |

|                                                    |           |                                |
| Milinković-Savić 10’ Pedro 19’ Felipe Anderson 63’ | Marcatori | 41’ Ibañez 69’ (rig.) Veretout |

| Arbitro: | Massa (Imperia) |

|                                  |           |  |
| Barrow 14’ Theate 17’ Hickey 68’ | Marcatori |  |

| Arbitro: | Irrati (Pistoia) |

|                                                                |           |                    |
| Immobile 64’ (rig.) Felipe Anderson 81’ Milinković Savić 90+1’ | Marcatori | 12’ (rig.) Perišić |

| Arbitro: | Piccinini (Forlì) |

|                              |           |              |
| Simeone 30’, 36’, 62’, 90+2’ | Marcatori | 46’ Immobile |

| Arbitro: | Ayroldi (Molfetta) |

|           |           |  |
| Pedro 52’ | Marcatori |  |

| Arbitro: | Guida (Torre Annunziata) |

|                            |           |                        |
| Zapata 45+1’ de Roon 90+4’ | Marcatori | 18’ Pedro 74’ Immobile |

| Arbitro: | Rapuano (Rimini) |

|                                         |           |  |
| Immobile 31’ Pedro 36’ Luis Alberto 69’ | Marcatori |  |

| Arbitro: | Di Bello (Brindisi) |

|  |           |                                |
|  | Marcatori | 23’ (rig.), 83’ (rig.) Bonucci |

| Arbitro: | Orsato (Schio) |

|                                        |           |  |
| Zieliński 7’ Mertens 10’, 29’ Ruiz 85’ | Marcatori |  |

| Arbitro: | Piccinini (Forlì) |

|                                                        |           |                                       |
| Immobile 34’ Pedro 51’ Milinković-Savić 56’ Acerbi 79’ | Marcatori | 17’, 32’ Beto 44’ Molina 90+9’ Arslan |

| Arbitro: | Fabbri (Ravenna) |

|                |           |                                       |
| Gabbiadini 89’ | Marcatori | 7’ Milinković-Savić 17’, 37’ Immobile |

| Arbitro: | Sozza (Seregno) |

|                           |           |             |
| Berardi 63’ Raspadori 69’ | Marcatori | 7’ Zaccagni |

| Arbitro: | Pairetto (Nichelino) |

|                                   |           |              |
| Pedro 36’ Acerbi 75’ Zaccagni 81’ | Marcatori | 86’ Melegoni |

| Arbitro: | Maresca (Napoli) |

|           |           |                                        |
| Forte 30’ | Marcatori | 3’ Pedro 48’ Acerbi 90+5’ Luis Alberto |

#### Girone di ritorno
| Arbitro: | Giua (Olbia) |

|                                          |           |                                                 |
| Immobile 14’ Milinković-Savić 66’, 90+3’ | Marcatori | 6’ (rig.) Bajrami 8’ Żurkowski 75’ Di Francesco |

| Arbitro: | Pairetto (Nichelino) |

|                             |           |              |
| A. Bastoni 30’ Škriniar 67’ | Marcatori | 35’ Immobile |

| Arbitro: | Abisso (Palermo) |

|  |           |                              |
|  | Marcatori | 7’, 10’ Immobile 66’ Lazzari |

| Roma 22 gennaio 2022, ore 20:45 CET 23ª giornata | Lazio           | 0 – 0 referto | Atalanta | Stadio Olimpico (4 000 spett.)\| Arbitro: \| Sozza (Seregno) \| |
| Arbitro:                                         | Sozza (Seregno) |               |          |                                                                 |

| Arbitro: | Orsato (Schio) |

|  |           |                                                      |
|  | Marcatori | 52’ Milinković-Savić 70’ Immobile 81’ (aut.) Biraghi |

| Arbitro: | Piccinini (Forlì) |

|                                       |           |  |
| Immobile 13’ (rig.) Zaccagni 53’, 63’ | Marcatori |  |

| Arbitro: | Massimi (Termoli) |

|             |           |                     |
| Deulofeu 5’ | Marcatori | 45’ Felipe Anderson |

| Arbitro: | Di Bello (Brindisi) |

|           |           |                           |
| Pedro 88’ | Marcatori | 62’ L. Insigne 90+4’ Ruiz |

| Arbitro: | Maresca (Napoli) |

|  |           |                                                          |
|  | Marcatori | 19’ (rig.) Immobile 42’ Luis Alberto 62’ Felipe Anderson |

| Arbitro: | Manganiello (Pinerolo) |

|                     |           |  |
| Immobile 58’ (rig.) | Marcatori |  |

| Arbitro: | Irrati (Pistoia) |

|                                    |           |  |
| Abraham 1’, 22’ Lo. Pellegrini 40’ | Marcatori |  |

| Arbitro: | Rapuano (Rimini) |

|                                  |           |              |
| Lazzari 17’ Milinković-Savić 51’ | Marcatori | 90+4’ Traorè |

| Arbitro: | Manganiello (Pinerolo) |

|                   |           |                                      |
| Patric 68’ (aut.) | Marcatori | 31’ Marušić 45+1’, 63’, 76’ Immobile |

| Arbitro: | Prontera (Bologna) |

|                |           |              |
| Immobile 90+2’ | Marcatori | 56’ Pellegri |

| Arbitro: | Guida (Torre Annunziata) |

|             |           |                         |
| Immobile 4’ | Marcatori | 50’ Giroud 90+2’ Tonali |

| Arbitro: | Pairetto (Nichelino) |

|                                  |           |                                                                         |
| Amian 9’ Agudelo 35’ Hristov 56’ | Marcatori | 33’ (rig.) Immobile 54’ (aut.) Provedel 68’ Milinković-Savić 90’ Acerbi |

| Arbitro: | Massa (Imperia) |

|                             |           |  |
| Patric 41’ Luis Alberto 59’ | Marcatori |  |

| Arbitro: | Ayroldi (Molfetta) |

|                         |           |                                               |
| Vlahović 10’ Morata 36’ | Marcatori | 51’ (aut.) Alex Sandro 90+6’ Milinković-Savić |

| Arbitro: | Colombo (Como) |

|                                          |           |                                   |
| Cabral 16’ Felipe Anderson 29’ Pedro 62’ | Marcatori | 6’ Simeone 14’ Lasagna 76’ Hongla |

### Coppa Italia

#### Fase finale
| Arbitro: | Minelli (Varese) |

|               |           |  |
| Immobile 106’ | Marcatori |  |

| Arbitro: | Sozza (Seregno) |

|                                       |           |  |
| Leão 24’ Giroud 41’, 45+1’ Kessié 79’ | Marcatori |  |

### UEFA Europa League

#### Fase a gironi
| Arbitro: | Jug |

|                      |           |  |
| Strakosha 67’ (aut.) | Marcatori |  |

| Arbitro: | Pawson |

|                      |           |  |
| Bašić 13’ Patric 38’ | Marcatori |  |

| Roma 21 ottobre 2021, ore 18:45 CEST 3ª giornata | Lazio   | 0 – 0 referto | Olympique Marsiglia | Stadio Olimpico (8 329 spett.)\| Arbitro: \| Aytekin \| |
| Arbitro:                                         | Aytekin |               |                     |                                                         |

| Arbitro: | Sanchez |

|                            |           |                                    |
| Milik 33’ (rig.) Payet 82’ | Marcatori | 45+5’ Felipe Anderson 49’ Immobile |

| Arbitro: | Dias |

|  |           |                                           |
|  | Marcatori | 56’ (rig.), 63’ (rig.) Immobile 87’ Pedro |

| Roma 9 dicembre 2021, ore 21:00 CET 6ª giornata | Lazio            | 0 – 0 referto | Galatasaray | Stadio Olimpico (13 178 spett.)\| Arbitro: \| Del Cerro Grande \| |
| Arbitro:                                        | Del Cerro Grande |               |             |                                                                   |

#### Fase ad eliminazione diretta
| Arbitro: | Gözübüyük |

|                        |           |              |
| Toni Martínez 37’, 49’ | Marcatori | 23’ Zaccagni |

| Arbitro: | Aytekin |

|                            |           |                             |
| Immobile 19’ Cataldi 90+5’ | Marcatori | 31’ (rig.) Taremi 68’ Uribe |

## Statistiche
Statistiche aggiornate al 21 maggio 2022.

### Statistiche di squadra
| Competizione  | Punti | In casa | In casa | In casa | In casa | In casa | In casa | In trasferta | In trasferta | In trasferta | In trasferta | In trasferta | In trasferta | Totale | Totale | Totale | Totale | Totale | Totale | DR  |
| Competizione  | Punti | G       | V       | N       | P       | Gf      | Gs      | G            | V            | N            | P            | Gf           | Gs           | G      | V      | N      | P      | Gf     | Gs     | DR  |
| ------------- | ----- | ------- | ------- | ------- | ------- | ------- | ------- | ------------ | ------------ | ------------ | ------------ | ------------ | ------------ | ------ | ------ | ------ | ------ | ------ | ------ | --- |
| Serie A       | 64    | 19      | 10      | 6       | 3       | 42      | 25      | 19           | 8            | 4            | 7            | 35           | 33           | 38     | 18     | 10     | 10     | 77     | 58     | +19 |
| Coppa Italia  | -     | 1       | 1       | 0       | 0       | 1       | 0       | 1            | 0            | 0            | 1            | 0            | 4            | 2      | 1      | 0      | 1      | 1      | 4      | -3  |
| Europa League | 9     | 4       | 1       | 3       | 0       | 4       | 2       | 4            | 1            | 1            | 2            | 6            | 5            | 8      | 2      | 4      | 2      | 10     | 7      | +3  |
| Totale        | -     | 24      | 12      | 9       | 3       | 47      | 27      | 24           | 9            | 5            | 10           | 41           | 42           | 48     | 21     | 14     | 13     | 88     | 69     | +19 |

### Andamento in campionato
| Giornata  | 1 | 2 | 3 | 4 | 5 | 6 | 7 | 8 | 9 | 10 | 11 | 12 | 13 | 14 | 15 | 16 | 17 | 18 | 19 | 20 | 21 | 22 | 23 | 24 | 25 | 26 | 27 | 28 | 29 | 30 | 31 | 32 | 33 | 34 | 35 | 36 | 37 | 38 |
| --------- | - | - | - | - | - | - | - | - | - | -- | -- | -- | -- | -- | -- | -- | -- | -- | -- | -- | -- | -- | -- | -- | -- | -- | -- | -- | -- | -- | -- | -- | -- | -- | -- | -- | -- | -- |
| Luogo     | T | C | T | C | T | C | T | C | T | C  | T  | C  | C  | T  | C  | T  | T  | C  | T  | C  | T  | T  | C  | T  | C  | T  | C  | T  | C  | T  | C  | T  | C  | C  | T  | C  | T  | C  |
| Risultato | V | V | P | N | N | V | P | V | P | V  | N  | V  | P  | P  | N  | V  | P  | V  | V  | N  | P  | V  | N  | V  | V  | N  | P  | V  | V  | P  | V  | V  | N  | P  | V  | V  | N  | N  |
| Posizione | 1 | 1 | 7 | 6 | 7 | 6 | 6 | 5 | 8 | 6  | 6  | 5  | 6  | 6  | 9  | 7  | 9  | 8  | 8  | 6  | 6  | 6  | 7  | 6  | 6  | 6  | 7  | 7  | 5  | 7  | 6  | 6  | 6  | 6  | 5  | 5  | 5  | 5  |

Legenda:

Luogo: C = Casa; T = Trasferta. Risultato: V = Vittoria; N = Pareggio; P = Sconfitta.

### Statistiche dei giocatori
Nel conteggio delle reti realizzate si aggiungano tre autoreti a favore in campionato.
Sono in corsivo i giocatori che hanno lasciato la società a stagione in corso.
| Giocatore           | Serie A  | Serie A | Serie A     | Serie A    | Coppa Italia | Coppa Italia | Coppa Italia | Coppa Italia | Europa League | Europa League | Europa League | Europa League | Totale   | Totale | Totale      | Totale     |
| Giocatore           | Presenze | Reti    | Ammonizioni | Espulsioni | Presenze     | Reti         | Ammonizioni  | Espulsioni   | Presenze      | Reti          | Ammonizioni   | Espulsioni    | Presenze | Reti   | Ammonizioni | Espulsioni |
| ------------------- | -------- | ------- | ----------- | ---------- | ------------ | ------------ | ------------ | ------------ | ------------- | ------------- | ------------- | ------------- | -------- | ------ | ----------- | ---------- |
| F. Acerbi           | 30       | 4       | 2           | 1          | -            | -            | -            | -            | 6             | 0             | 1             | 0             | 36       | 4      | 3           | 1          |
| M. Adamonis         | -        | -       | -           | -          | -            | -            | -            | -            | -             | -             | -             | -             | -        | -      | -           | -          |
| J.D. Akpa-Akpro     | 10       | 0       | 1           | 0          | -            | -            | -            | -            | 3             | 0             | 1             | 0             | 13       | 0      | 2           | 0          |
| A. Anderson         | 4        | 0       | 1           | 0          | -            | -            | -            | -            | -             | -             | -             | -             | 4        | 0      | 1           | 0          |
| T. Bašić            | 29       | 0       | 3           | 0          | 1            | 0            | 0            | 0            | 8             | 1             | 0             | 0             | 38       | 1      | 3           | 0          |
| J. Cabral           | 3        | 1       | 0           | 0          | -            | -            | -            | -            | 1             | 0             | 0             | 0             | 4        | 1      | 0           | 0          |
| F. Caicedo          | -        | -       | -           | -          | -            | -            | -            | -            | -             | -             | -             | -             | -        | -      | -           | -          |
| D. Cataldi          | 32       | 1       | 7           | 0          | 2            | 0            | 1            | 0            | 8             | 1             | 1             | 0             | 42       | 2      | 9           | 0          |
| G. Escalante        | 1        | 0       | 0           | 0          | -            | -            | -            | -            | -             | -             | -             | -             | 1        | 0      | 0           | 0          |
| Felipe Anderson     | 38       | 6       | 2           | 0          | 2            | 0            | 1            | 0            | 8             | 1             | 1             | 0             | 48       | 7      | 4           | 0          |
| E. Hysaj            | 29       | 1       | 3           | 0          | 2            | 0            | 1            | 0            | 7             | 0             | 0             | 0             | 38       | 1      | 4           | 0          |
| C. Immobile         | 31       | 27      | 3           | 0          | 2            | 1            | 0            | 0            | 7             | 4             | 1             | 0             | 40       | 32     | 4           | 0          |
| Jony                | -        | -       | -           | -          | -            | -            | -            | -            | -             | -             | -             | -             | -        | -      | -           | -          |
| D. Kamenović        | 1        | 0       | 0           | 0          | -            | -            | -            | -            | -             | -             | -             | -             | 1        | 0      | 0           | 0          |
| M. Lazzari          | 31       | 3       | 3           | 0          | 2            | 0            | 0            | 0            | 6             | 0             | 1             | 0             | 39       | 3      | 4           | 0          |
| L. Leiva            | 35       | 0       | 9           | 0          | 2            | 0            | 0            | 0            | 8             | 0             | 1             | 0             | 45       | 0      | 10          | 0          |
| Luis Alberto        | 34       | 5       | 5           | 0          | 2            | 0            | 0            | 0            | 8             | 0             | 2             | 0             | 44       | 5      | 7           | 0          |
| Luiz Felipe         | 31       | 0       | 10          | 1          | 2            | 0            | 2            | 0            | 7             | 0             | 1             | 0             | 40       | 0      | 13          | 1          |
| A. Marušić          | 33       | 1       | 6           | 1          | 2            | 0            | 0            | 0            | 6             | 0             | 0             | 0             | 41       | 1      | 6           | 1          |
| S. Milinković-Savić | 37       | 11      | 6           | 1          | 2            | 0            | 0            | 0            | 8             | 0             | 2             | 0             | 47       | 11     | 8           | 1          |
| R. Moro             | 11       | 0       | 0           | 0          | 2            | 0            | 1            | 0            | 5             | 0             | 0             | 0             | 18       | 0      | 1           | 0          |
| V. Muriqi           | 11       | 0       | 1           | 0          | 1            | 0            | 0            | 0            | 3             | 0             | 1             | 0             | 15       | 0      | 2           | 0          |
| Patric              | 24       | 1       | 7           | 1          | 2            | 0            | 1            | 0            | 4             | 1             | 1             | 0             | 30       | 2      | 9           | 1          |
| Pedro               | 32       | 9       | 5           | 0          | 1            | 0            | 0            | 0            | 8             | 1             | 1             | 0             | 41       | 10     | 6           | 0          |
| Ș. Radu             | 10       | 0       | 2           | 0          | -            | -            | -            | -            | 2             | 0             | 1             | 0             | 12       | 0      | 3           | 0          |
| P. Reina            | 15       | -29     | 3           | 0          | 2            | -4           | 0            | 0            | -             | -             | -             | -             | 17       | -33    | 3           | 0          |
| L. Romero           | 8        | 0       | 0           | 0          | 1            | 0            | 0            | 0            | -             | -             | -             | -             | 9        | 0      | 0           | 0          |
| T. Strakosha        | 23       | -29     | 2           | 0          | -            | -            | -            | -            | 8             | -7            | 0             | 0             | 31       | -36    | 2           | 0          |
| D. Vavro            | 1        | 0       | 0           | 0          | 1            | 0            | 0            | 0            | -             | -             | -             | -             | 2        | 0      | 0           | 0          |
| M. Zaccagni         | 29       | 4       | 6           | 0          | 2            | 0            | 0            | 0            | 5             | 1             | 3             | 0             | 36       | 5      | 9           | 0          |